# Liangmen
Liangmen (kinesiska: 两门, 两门镇) är en köping i Kina. Den ligger i provinsen Henan, i den centrala delen av landet, omkring 140 kilometer nordost om provinshuvudstaden Zhengzhou.
Genomsnittlig årsnederbörd är 705 millimeter. Den regnigaste månaden är juli, med i genomsnitt 211 mm nederbörd, och den torraste är januari, med 7 mm nederbörd.